# Męczennicy z Motril
Męczennicy z Motril – grupa ośmiu katolickich duchownych, ofiar prześladowań religijnych okresu hiszpańskiej wojny domowej (1936–1939.), błogosławionych Kościoła katolickiego, męczenników.

## Działalność błogosławionych
W grupie męczenników znajduje się siedmiu zakonników zgromadzenia augustianów rekolektów, którzy prowadzili działalność wychowawczą i charytatywną, pracując na misjach w Brazylii, Wenezueli, na Filipinach, w Motril i innych regionach Hiszpanii, oraz kapłan diecezjalny.

## Geneza męczeństwa
Od powstania republiki hiszpańskiej augustianie z Motril szykanowani byli przez milicję republikańską. Hiszpańska wojna domowa, która wybuchła po zwycięstwie Frontu Ludowego w wyborach w lutym 1936 i wystąpieniu gen. Franco zapoczątkowała, na terenach kontrolowanych przez republikanów, eksterminację duchowieństwa.
Wprowadzono zakaz odprawiania mszy św. i zamknięto kościoły.

## Śmierć męczenników
Augustianie nie opuścili miasta i 25 lipca zostali siłą wyprowadzeni z klasztoru i rozstrzelani. Tego dnia ofiarami mordu byli:
- o. Deogracias Palacios
- o. Leon Inchausti
- o. Józef Rada
- o. Julian Moreno
- br. Józef Ryszard Diez.

26 lipca przed kościołem, w którego plebanii się schronił, rozstrzelany został
- o. Wincenty Pinilla
- i ks. proboszcz Emanuel Martin Sierra.

29 lipca został uwięziony w wyniku denuncjacji
- o. Wincenty Soler. W więzieniu prowadził wspólną modlitwę, spowiadał i swoją postawą doprowadził do jednego nawrócenia. Rozstrzelany został z 18 współwięźniami 15 sierpnia.

## Kult
Wincenty Soler i jego sześciu towarzyszy oraz ksiądz Emanuel Martin Sierra zostali beatyfikowani w Rzymie przez papieża Jana Pawła II 7 marca 1999 w czwartej grupie zabitych z nienawiści do wiary. Łącznie beatyfikowano 186 osób z kilkutysięcznej grupy zamordowanych duchownych i świeckich wiernych w okresie wojny domowej w Hiszpanii.

W homilii wygłoszonej w czasie mszy św. beatyfikacyjnej Jan Paweł II powiedział o męczennikach:
„Błogosławieni jesteście, męczennicy Chrystusa! Niech wszyscy radują się zaszczytem, jaki spotkał tych świadków wiary. Bóg wspomagał ich w czasie próby i dał im wieniec zwycięstwa. Niech oni wspomagają tych, którzy w Hiszpanii i na całym świecie pracują dziś na rzecz pojednania i pokoju!”
Wspomnienie liturgiczne obchodzony jest 5 maja.